# Muscle sterno-cléido-mastoïdien
Le muscle sterno-cléido-mastoïdien (sterno-mastoïdien, ou muscle satellite de la carotide ou muscle quadriceps de la tête ou muscle quadrijumeau de la tête ou encore muscle sterno-cléido-mastoïdien-occipital dans d'anciennes nomenclatures) (musculus sternocleidomastoideus en latin), est un muscle cervical antérieur superficiel pair.

## Description
Le muscle sterno-cléido-mastoïdien est tendu verticalement, entre la clavicule et le sternum en bas et la mastoïde de l'os temporal et l'os occipital en haut.

## Origine
Le muscle sterno-cléido-mastoïdien nait par deux chefs :
- un chef sternal qui nait de la face antérieure du manubrium sternal en dedans de l’interligne articulaire sterno-claviculaire,
- un chef claviculaire qui nait de la face supérieure du quart médial de la clavicule.

### Remarque
Dans la littérature le muscle sterno-cléido-mastoïdien est parfois décrit avec trois voire quatre chefs :
- un chef sterno-mastoïdien et un chef sterno-occipital constituant le chef sternal,
- un chef cléido-mastoïdien et un chef cléido-occipital  constituant le chef claviculaire.

Le chef sternal est parfois nommée faisceau superficiel du muscle sterno-cléido-mastoïdien  et le chef claviculaire : faisceau profond du muscle sterno-cléido-mastoïdien.

## Trajet
Les deux chefs se dirigent en haut et en arrière et convergent pour fusionner.
L'espace formé entre le bord postérieur du chef sternal, le bord antérieur du chef claviculaire et le bord supérieur de l'extrémité interne de la clavicule forme le triangle de Sédillot. (ou petite fosse supraclaviculaire).

## Insertion
Le muscle sterno-cléido-mastoïdien se termine :
- sur le bord antérieur et la face latérale du processus mastoïde,
- la partie latérale de la ligne nuchale supérieure de l'os occipital en dehors du muscle trapèze.

## Innervation
Le muscle sterno-cléido-mastoïdien est innervé par le  11e nerf crânien, le nerf spinal accessoire. 
Son innervation sensorielle est assurée par le plexus cervical en C2-C3.

## Vascularisation
Le muscle sterno-cléido-mastoïdien est vascularisé par l'artère occipitale dans sa portion supérieur, l'artère thyroïdienne supérieure dans sa portion moyenne et l'artère thyroïdienne inférieure dans sa portion inférieure.

## Action
Lors d'une contraction unilatérale, il permet une flexion, une inclinaison homolatérale et une rotation controlatérale de la tête.
Si la contraction est bilatérale, l'ensemble des muscles sterno-cléido-mastoïdiens provoque une flexion de la tête, augmentent la lordose cervicale et fléchissent la colonne cervicale sur le thorax.
Mais si la colonne a été préalablement délordosée par le travail synergique des prévertébraux, ils fléchissent la tête, la colonne vertébrale elle-même et fléchissent le tout sur le thorax.
Si leurs origines sont au niveau de la tête, leur contraction soulève la cage thoracique et le sternum et donc, augmente légèrement la capacité thoracique d'où son rôle de muscle inspiratoire accessoire.

## Galerie

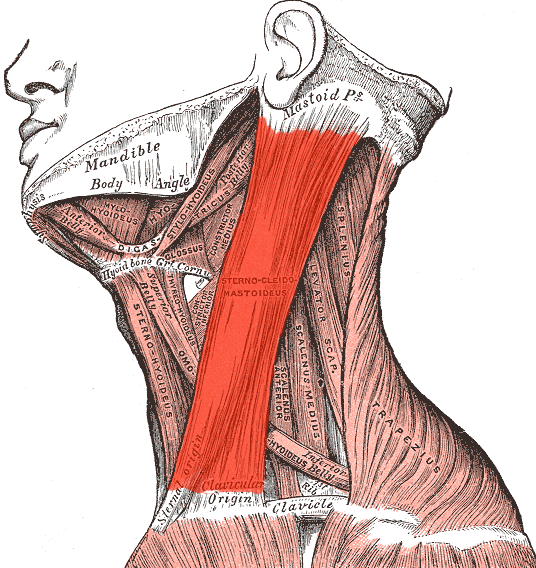
Le muscle sterno-cléido-mastoïdien gauche.
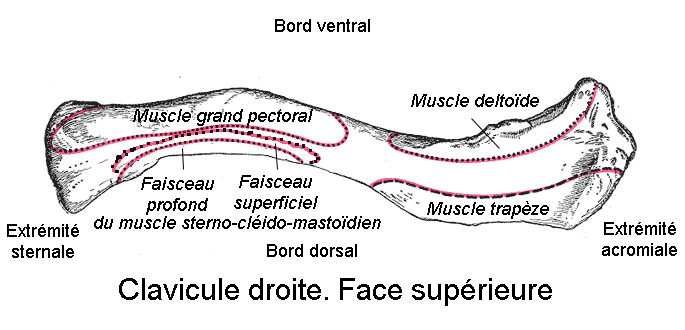
face supérieure de la clavicule droite
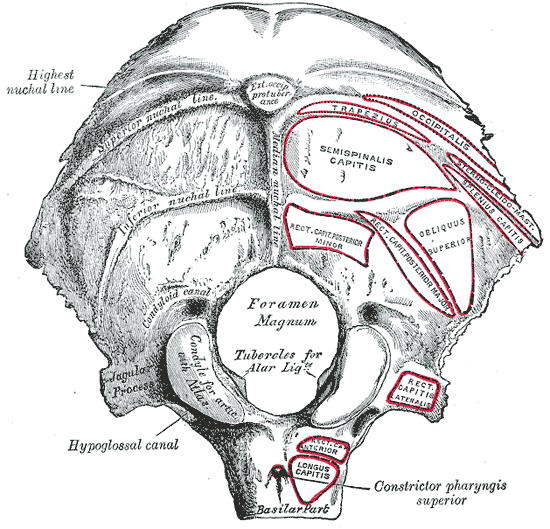
Face externe de l'os occipital
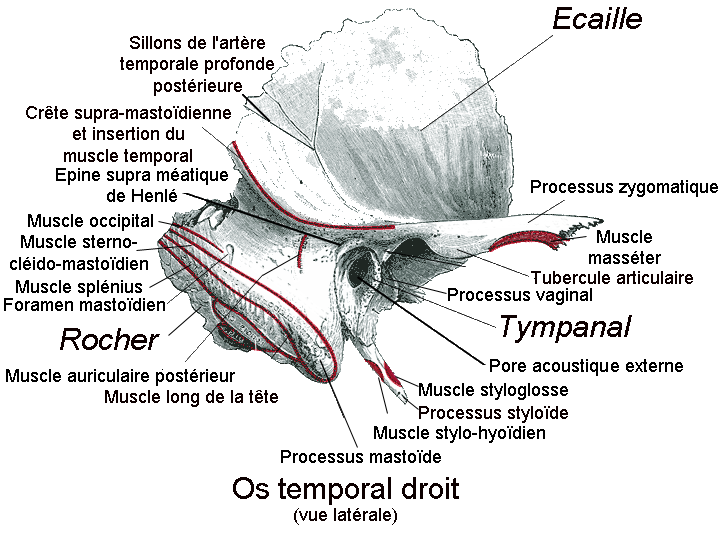
Os temporal. Face externe

## Aspect clinique
En pathologie, une contracture du sterno-cléido-mastoïdien donne un torticolis.
Bien palpable, il s'agit de l'un des repères pour la ponction de la veine jugulaire interne pour la mise place d'une voie veineuse centrale.